# Мајоне (Козенца)
Мајоне је насеље у Италији у округу Козенца, региону Калабрија.
Према процени из 2011. у насељу је живело 329 становника. Насеље се налази на надморској висини од 462 м.